# سنت استیون-این-برنل
سنت استیون این برندل (به انگلیسی: St Stephen-in-Brannel) یک روستا و محله مدنی در بریتانیا است که در کورنوال واقع شده‌است. سنت استفن این برندل ۷٬۲۴۰ نفر جمعیت دارد.